# Dancalia
La depressione della Dancalia o depressione di Afar o triangolo di Afar è una regione del Corno d'Africa che comprende lo Stato di Gibuti e parte dell'Eritrea e dell'Etiopia.
In essa vi è il punto più basso dell'Africa, il lago Assal, che si trova a una quota di 155 metri sotto il livello del mare.

## Etimologia
Il nome deriva dalla popolazione dei Dàncali o Danàchili (dall’arabo dankal, pl. danakil), oggi detti Afar, gente di religione musulmana, nomade dedita alla pastorizia, alla pesca e al commercio marittimo. La lingua dei dancali è parte del gruppo cuscitico delle lingue afro-asiatiche.

## Ambiente

### Clima
Il clima varia dai 25 °C durante la stagione delle piogge (settembre-marzo) fino ai 48 °C durante la stagione secca (marzo-settembre).
I bassopiani dell'Afar sono dominati dal calore e dalla siccità. La pioggia manca per gran parte dell'anno; in media annualmente cadono dai 100 ai 200 mm di pioggia, con una media ancora più bassa per le zone costiere.

### Morfologia
Il fiume Auasc, che scorre dal nord-est verso il sud dell'Afar, è l'unico fiume che scorre nel depressione della Dancalia. Esso fornisce una stretta striscia di verde che è fonte di vita per la flora e la fauna locale e per il popolo degli Afar. A circa 128 km dal Mar Rosso, il fiume Auasc termina in una sequenza di laghi salati, dove le sue acque evaporano velocemente. Circa 1.200 km² della depressione sono coperti da sale, e le industrie del sale sono un'importante fonte economica per molte tribù Afar.

### Geologia
La depressione di Afar si è formata in corrispondenza di una tripla giunzione, detta appunto la tripla giunzione di Afar, cioè punto di incontro di tre placche tettoniche in continua espansione, che hanno formato il Mar Rosso e il golfo di Aden, e che nel triangolo di Afar emergono in superficie. L'unico altro punto dove una dorsale oceanica può essere studiata in superficie è in Islanda. La piana di Afar si sta lentamente allargando ad una velocità di 1–2 cm l'anno. Il terreno è composto principalmente di lava basaltica. Uno dei vulcani più attivi del mondo, l'Erta Ale, si trova in questa zona. Al di sotto della superficie è presente un cosiddetto zampillo del mantello terrestre, una grande riserva di lava che risalendo in superficie dà luogo alla formazione di rocce basaltiche.

#### Il potassio
La zona è estremamente ricca di potassio che si rinviene anche in superficie. Il potassio è molto utilizzato dall'industria dei fertilizzanti e da quella degli esplosivi. Furono dapprima società minerarie italiane a tentarne lo sfruttamento. Subentrarono società degli Stati Uniti e poi società canadesi.

### Flora e fauna
Il bioma della depressione di Afar è di tipo desertico. La vegetazione è limitata principalmente a piante resistenti alla siccità come piccoli alberi di Dracaena, cespugli e piante grasse. La fauna include molti ungulati, tra cui le zebre di Grevy, le gazzelle di Soemmering, le antilopi Beisa e l'ultima popolazione di asino selvatico africano. Tra le specie di uccelli presenti nella zona vi sono lo struzzo, l'allodola, il segretario, l'otarda araba e l'otarda kori. Nel sud della piana, in Etiopia, vi è la riserva naturale di Mille-Sardo, inaugurata nel 1973. Molti fossili sono stati trovati nella regione, non solo di ominidi ma anche di elefantidi, coccodrilli e ippopotami. Nei laghi salati presenti nella zona sono stati scoperti nel 2010 due nuove specie di pesci ciclidi endemici da ricercatori italiani: Danakilia dinicolai e Danakilia franchettii

## Storia
Afar è nota per essere una delle zone più prolifiche di ritrovamenti fossili di ominidi: Lucy, uno scheletro quasi completo di Australopithecus afarensis, fu trovato in questa zona, così come i resti fossili dell'Homo bodoensis e dell'Homo sapiens idaltu.
La regione è stata esplorata in parte per la prima volta in assoluto dagli italiani Giuseppe Maria Giulietti e Biglieri che però vi persero la vita uccisi dai predoni locali, mentre nel 1928-29 una nuova e più organizzata spedizione guidata dall'italiano Raimondo Franchetti riuscì ad attraversarla interamente, pur registrando numerose perdite umane, entrando anche in amicizia con le popolazioni locali.

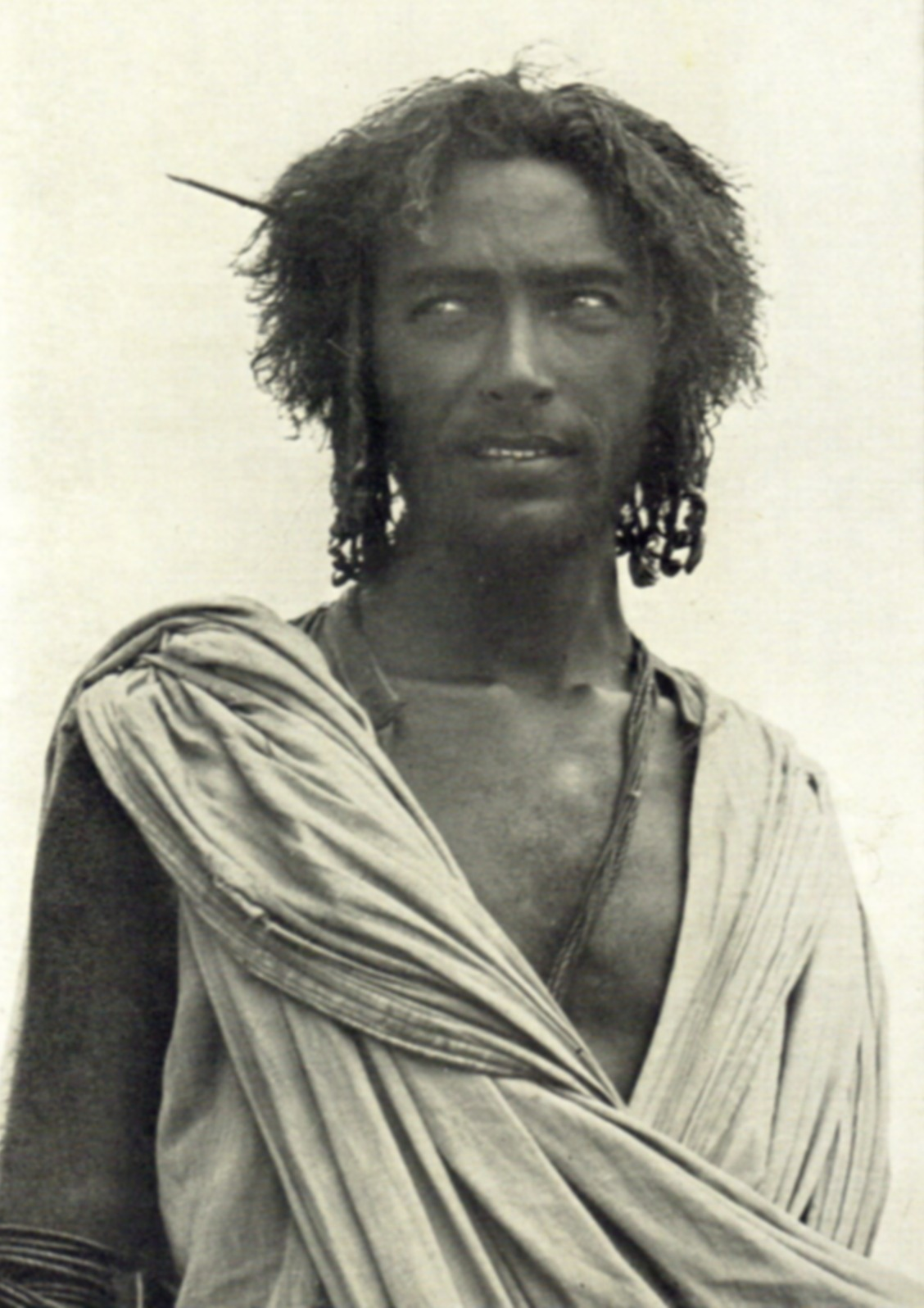
Un nomade dell'Afar nell'abbigliamento tradizionale

Negli anni trenta del Novecento, fu parte dell'Africa Orientale Italiana.